# Varvažov
Varvažov es una localidad del distrito de Písek en la región de Bohemia Meridional, República Checa, con una población estimada a principio del año 2018 de 190 habitantes. 
Se encuentra ubicada al norte de la región, a poca distancia al sur de la ciudad de Praga, de la frontera con la región de Bohemia Central y de la orilla del río Moldava —el principal afluente del río Elba—.